# Nicolas Roret
Pour les articles homonymes, voir Roret.
Nicolas-Edme Roret (Vendeuvre-sur-Barse, 29 mai 1797 - Paris 6e, 25 février 1860) est un éditeur français, surtout connu comme éditeur d'une importante série de manuels.

## Sa vie
« Monté » très jeune à Paris pour travailler dans la librairie de son beau-frère, Pierre-Jean Ferra, il demeura 12, rue Hautefeuille. En 1815, il entra dans une grande librairie du Palais-Royal, chez Arthus-Bertrand, où il devint premier commis.
Il fut breveté libraire-taille-doucier le 21 juin 1820, (brevet no 1419).
En 1822, fort de son expérience et de son brevet de libraire, il s’installe à son compte comme éditeur sous le nom de « Librairie de Roret ». Il recherche de nouvelles formules, tout en poursuivant les éditions appartenant au fonds de son cousin Pierre Deterville, libraire au 8, rue Hautefeuille, qui détenait d’intéressants textes d'histoire naturelle dont ceux de Buffon (1707-1788), Jean-Baptiste de Lamarck (1744-1829) ou Jean-Jacques Rousseau (1712-1778). Il s'engage dans la production des Suites à Buffon (rééditée parfois sous le titre des Nouvelles Suites à Buffon) auxquels participent des naturalistes comme Pierre André Latreille (1762-1833), Charles-Nicolas-Sigisbert Sonnini de Manoncourt (1751-1812), Charles-François Brisseau de Mirbel (1776-1854), Louis-Augustin Bosc d'Antic (1759-1828) ou René Richard Louis Castel (1758-1832).
Il édita, de plus, quelques grands auteurs mais surtout, il entreprit de lancer en 1825 une « collection de manuels formant une encyclopédie des sciences et des arts », regroupant des petits ouvrages qui se voulaient pratiques et destinés à la vulgarisation des sciences, des bonnes manières, des arts et métiers, etc. Cette collection fut bien plus tard, après la mort de Nicolas Roret, appelée Encyclopédie-Roret et Manuels-Roret : elle comptait plus de 300 volumes environ, un par sujet, traitant de l'histoire et de la pratique des métiers les plus divers. Chaque volume était orné sur la couverture d'une petite gravure sur bois en rapport avec le sujet traité.
Pour cela, il fit appel à de nombreux professionnels de son époque. S'agissant des Manuels-Roret, au format in 16° et in 18° (15 × 9,5 cm), le succès, qui répondait aux besoins du public, fut immédiat, il y eut de multiples rééditions et de nombreuses traductions. Chaque ouvrage regroupait le savoir jugé utile sur le sujet avec nombre d'illustrations et de détails techniques, et souvent un atlas ou des planches dépliantes illustrées.
Le succès populaire de cette encyclopédie dont personne n’avait encore eu l’idée (acheter sans souscription, au catalogue, un par un les volumes qui vous intéressaient le plus), fut indiscutable et se prolongea jusque vers 1900.
Mais Nicolas Roret fonda aussi deux journaux célèbres au XIXe siècle : La Maison rustique et  L'Agriculture française ; il publia aussi de grands auteurs, tels George Sand ou Sade[réf. nécessaire].
Il habitait à Savigny-sur-Orge, chez son beau-père, le fondeur Jean-Baptiste Launay (1768-1827), dans les anciennes dépendances du domaine de Courterente connues depuis sous le nom de « Maison Roret ». Il édita le Manuel du fondeur sur tous métaux en deux volumes, œuvre de son beau-père, en 1827, quelque temps après le décès de celui-ci.
Il est inhumé au cimetière de La Martinière comme son beau-père.
À son décès, le 25 février 1860, il fut remplacé par son fils, Edme Roret, breveté libraire le 17 mai 1852 (no 2674), et également taille-doucier. Il baptisa la maison « Librairie encyclopédique de Roret » et fit imprimer la signature de son père sur chaque manuel afin de se prémunir des imitations concurrentes.

### Exemples deManuels-Roret

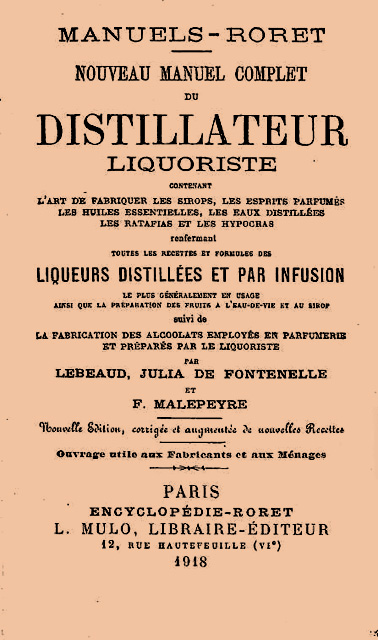
Couverture du Manuel du distillateur liquoriste…, Encyclopédie-Roret, Paris, L. Mulo, 1918.

Les manuels sont publiés de 1825 au début des années 1860. Ils sont maintenant disponibles sur Gallica. Quelques exemples de titres :
- Jean-Sébastien-Eugène Julia de Fontenelle, Nouveau manuel complet du verrier et du fabricant de glaces, cristaux, pierres précieuses factices, verres colorés, yeux artificiels, Paris, Librairie encyclopédique Roret, 1853, in-12, 2 vol. (302 et 264 p.), 10 planches[3].
- F. Accum et S. Parkes, Manuel complet de chimie amusante, ou nouvelles récréations chimiques, contenant une suite d'expériences curieuses et instructives en chimie d'une exécution facile et ne présentant aucun danger, Paris, librairie de Roret, 1825, in 12°, 268 p. Première édition française de cet ouvrage traduit par Jean Riffault, ex-régisseur des poudres et salpêtres, membre de la Légion d'honneur.
- * Lebrun[4], Manuel du cartonnier, du cartier et du fabricant de cartonnages, Paris, Librairie encyclopédique de Roret, 1830, in-12, 264 p., 2 pl. ; rééd. (augmentée) 1845. Ce manuel a été traduit en allemand par Carl Friedrich Leischner, dans la collection « Neuer Schauplatz der Künste und Handwerke » du libraire Bernhard Friedrich Voigt[5].
- Armand-Denis Vergnaud, Manuel du peintre en bâtimens, du fabricant de couleurs, du vitrier, du doreur, du vernisseur et de l’argenteur, Paris, Roret, 1834, 243 p.
- M.-E.-F. Reboulleau, Nouveau manuel complet de la peinture sur verre, sur porcelaine et sur émail, Paris, Roret, 1843, 288 p., VIII fig. et planches.
- A. Barthélemy, Nouveau manuel complet de numismatique du Moyen Âge et moderne, Paris, Librairie encyclopédique Roret, 1859. Un volume in 18° broché de 4, XXXII, 464 et 90 pages de catalogue, atlas de 12 planches.

Devenus les Manuels-Roret, ils paraissent ensuite sous la marque de la librairie encyclopédique Roret. Vers 1900, la marque est rachetée par l'éditeur parisien L. Mulo, ce dernier fut ensuite racheté, après 1918, par Edgar Malfère, éditeur à Paris, fondateur de la Société française d'éditions littéraires et techniques (SFELT). Ils continuèrent tous deux à publier les manuels sous la forme d'éditions refondues. On trouve des ouvrages sous l'appellation Encyclopédie-Roret imprimés jusque dans les années 1950, certains titres sont même repris par Dunod. Dans les années 1980, certains manuels sont de nouveau édités mais dans un nouveau format.

## La dynastie Roret

### Les Roret
Nicolas-Edme Roret, le père fondateur de la dynastie d'éditeurs, est le fils de Pierre Roret et d'Anne Charigaut.
Edme Roret était né à Paris le 22 septembre 1834. Sa mère, Marie Augustine Launay, était la fille d'un ingénieur originaire d'Avranches dans la Manche. Edme Roret mourut à Paris le 24 juillet 1894. Il avait eu 6 enfants.
Outre Nicolas-Edme (ou Nicolas-Edmé) et Edme (ou Edmé), son fils, la dynastie Roret comprend également un Pierre Roret. Celui-ci, né le 23 juillet 1799 et domicilié 17 bis, quai des Augustins à Paris, est déclaré libraire breveté le 23 juillet 1828. En 1862, ce brevet est annulé pour cause d'inexploitation et transféré à son successeur en titre : madame Goetschy, veuve Sartorius (Joséphine, Charlotte) le 24 décembre 1866.

### Les Ferra
- Jean-Baptiste Ferra, né le 18 mai 1792. Breveté libraire le 1er octobre 1812, domicilié alors au 11, rue des Grands-Augustins, à Paris (en 1812, il est condamné en 1815, sans doute pour bonapartisme).
- Pierre Jean Ferra, connu sous le nom de Ferra jeune, successeur du précédent et beau-frère de Nicolas Roret. Il est breveté libraire le 16 mai 1815 (no 1041) et domicilié alors 14, rue des Postes, à Paris. Son successeur est François Auguste Morant, le 3 décembre 1860 ; son brevet est accordé par le ministre de la Police générale et « rénové » le 28 mars 1820, sous le même numéro.

### Les Deterville
Les Deterville sont cousins de Nicolas Roret.
- Jean Jacques Pierre Deterville, domicilié à Paris, 8, rue Hautefeuille (en 1812), breveté libraire le 1er octobre 1812 [sans numéro].
- Jean François Pierre Deterville, domicilié à Paris, breveté libraire le 15 mars 1817 [no 854].

## Sources
- Articles et revues :
  - Bulletin des Bibliothèques de France, Paris, 1997, t. 42, no 02.
- Colloques et Congrès :
  - « Le vitrail et les traités du Moyen Âge à nos jours », Corpus vitrearum, XXIIIe colloque international, Tours, 3-7 juillet 2006.
- Sources et fonds utilisés :
  - Bibliothèque du bibliothécaire ;
  - Bibliothèque de l'École des mines de Paris ;
  - Catalogue de la Bibliothèque nationale de France ;
  - Catalogue de la Bibliothèque centrale du Muséum national d'histoire naturelle ;
  - Catalog of the British Library ;
  - Catalog of Library of Congress ;
  - Catalog of Scientific Papers of the Royal Society ;
  - CHAN : Centre historique des archives nationales  ;
  - Gallica.